# Babwisis
Pour les articles homonymes, voir Bwisi.
 (août 2008).
Si vous disposez d'ouvrages ou d'articles de référence ou si vous connaissez des sites web de qualité traitant du thème abordé ici, merci de compléter l'article en donnant les références utiles à sa vérifiabilité et en les liant à la section « Notes et références ».
Les Babwisis (ou Bwisi) sont une ethnie du Congo, dans la région du Niari.
Leur langue est le bwisi. Elle s'apparente à un mélange de lumbu, punu, vili et kuni.  
Loubetsi, à 35 km de Kibangou dans le Niari, est la principale localité Bwisi.